# 特型運貨筒
特型運貨筒（とくがたうんかとう）とは、大日本帝国海軍が、南方への物資輸送のために開発した物資輸送・揚陸用特殊潜航艇である。なお、本項目では、用途が類似した、運貨筒、運砲筒についても記述する。略称は特運筒（とくうんとう）。

## 特型運貨筒

### 開発の経緯
1942年8月の、連合軍ガダルカナル島上陸以後、ガダルカナル島、ソロモン諸島方面の日本陸軍への物資輸送は、陸軍の要請により、海軍の駆逐艦や潜水艦を用いて行われていた。この輸送作戦は、駆逐艦を用いたものは「鼠輸送」、潜水艦を用いたものは「モグラ輸送」と呼ばれた。
特に、潜水艦での輸送は、輸送効率の悪さを承知の上で強行されており、味方からだけでなく、敵方のアメリカ海軍太平洋艦隊司令長官ニミッツ大将からも批判されていた。
当初は、潜水艦内の輸送物資を、海上で、陸上から来た舟艇に移す方式をとり、次に、積み替えの時間短縮と、潜水艦の浮上時間短縮のために、輸送物資をゴム袋やドラム缶に詰めて艦外に搭載し、指定の地点で海中に投入し、陸上から来た舟艇が回収する方法が考案された。
しかし、これらの方法でも、物資の海中投入の際に、潜水艦が浮上する必要があり危険であったため、潜水艦が浮上せずに比較的大量の物資を運搬・揚陸するための手段として、特型運貨筒が開発された。甲標的甲型を改造したもので、甲標的の魚雷発射管室より後ろの船体に、円筒形の前部胴体を繋ぎ、操舵席を新たに設けたものであった。八年式魚雷をエンジン代わりに使用しており、通常はケロシンと圧縮空気で動く魚雷を、故障を避けるため圧縮空気のみで動かしていた。

### 運用方法
特型運貨筒は、下士官1名により操縦され、母船となる潜水艦から離脱後、浸洗状態（艇体は水中にあるが司令塔・操舵席は水上にある状態）で自走した。なお、潜水艦から離脱する際には、自走発進ではなく自然離脱の形をとっていた。また、特型運貨筒は武装していないため、搭乗員は拳銃を携行した。
1943年1月7日から実際の運用に入り、特型運貨筒は、甲標的母艦日進に搭載されて呉を出発し、同月15日にトラック島に到着した。トラック島を起点に、ガダルカナル島への物資輸送に使用され、ガダルカナル島へ接岸し物資を降ろした後は、沖合で自沈処分とされた。搭乗員は、後日到着する潜水艦に同乗して、母船へと帰投した。

### 諸元
- 全長：22.95m
- 直径：1.85m
- 全高：4.8m
- 全没排水量：40t
- 速力：6.5kt
- 航続距離：5000m（A型）2500m（C型）
- 搭乗員：1名

## 運貨筒

### 概要
運貨筒（うんかとう）は、「特型運貨筒」と混同されるが、全く別の特殊潜航艇である。
動力を持たないため、自走能力がなく、搭乗員もいない無人の舟艇である。潜水艦に曳航されて目的地まで運ばれ、到着後に切り離されると、陸上から派遣された大型発動艇などが運貨筒を収容し、積み荷を揚陸した。
大型、中型、小型の三種が製造された。ラバウルには大型1基、中型7基が配備され、伊38により、ニューブリテン島、ニューギニア島への輸送に使用された。なお、戦後も、ラバウル港に大型運貨筒が残されており、水運搬タンクとして使用されていた。

### 諸元
大型運貨筒
- 全長：41.3m
- 直径：4.9m
- 耐圧深度：120m
- 全没排水量：546t
- 搭載量：375t

中型運貨筒
- 全長：33.1m
- 直径：3.92m
- 耐圧深度：150m
- 全没排水量：280t
- 搭載量：185t

小型運貨筒
- 全長：24.1m
- 直径：2.45m
- 耐圧深度：55m
- 全没排水量：88.5t
- 搭載量：56t

## 運砲筒
運砲筒（うんほうとう）は、潜水艦に搭載して目的地まで運搬され、目的地で潜水艦から離脱し、圧縮空気を動力として自走し、海岸に接岸して筒内に搭載した物資を揚陸する舟艇である。伊38を使って搭載試験が行われた。

### 概要
双胴船形をとっており、二つの胴体に、魚雷用推進装置を装備していた。二つの胴体の中間部分は、耐圧構造となっており、弾薬や食糧を搭載できた。また、デッキの上には最大3門の15センチ榴弾砲と弾薬を搭載することが可能であった。

### 諸元
- 全長：21.45m
- 全幅：4.35m
- 全高：1.325m
- 満載排水量：19.73t
- 搭載量：15t
- 速力：5.5kt
- 航続距離：5800m（5.5kt）8000m（4kt）
- 搭乗員：1名